# Yemaek
Yemaek – ludność prawdopodobnie tunguskiego pochodzenia, stanowiąca w istocie federację dwóch plemion o nazwach Ye i Maek, która w okresie około 1000-700 p.n.e. zasiedliła południowo-wschodnią część Mandżurii oraz Półwysep Koreański.
Spokrewniona z Paleoazjatami ludność Yemaek przyniosła na terytorium późniejszej Korei kulturę brązu i megalityczną o rodowodzie scyto-syberyjskim, pokrewną kulturom Ordosu oraz dorzecza Jeniseju. Przybycie Yemaek zamknęło proces etnogenezy narodu koreańskiego.
Ludność Yemaek założyła państwa Gojoseon, Buyeo i Goguryeo, stanowiła także część populacji Okjeo.